# Placitas (condado de Doña Ana)
Placitas es un lugar designado por el censo ubicado en el condado de Doña Ana en el estado estadounidense de Nuevo México. En el Censo de 2010 tenía una población de 576 habitantes y una densidad poblacional de 1.555,21 personas por km².

## Geografía
Placitas se encuentra ubicado en las coordenadas 32°39′56″N 107°10′11″O / 32.66556, -107.16972. Según la Oficina del Censo de los Estados Unidos, Placitas tiene una superficie total de 0,37 km², cuya totalidad corresponde a tierra firme.

## Demografía
Según el censo de 2010, había 576 personas residiendo en Placitas. La densidad de población era de 1.555,21 hab./km². De los 576 habitantes, Placitas estaba compuesto por el 63,54% blancos, el 0,87% eran afroamericanos, el 1,91% eran amerindios, el 0,69% eran asiáticos, el 0,69% eran isleños del Pacífico, el 30,38% eran de otras razas y el 1,91% pertenecían a dos o más razas. Del total de la población el 93,23% eran hispanos o latinos de cualquier raza.